# Millionaire Hot Seat
«Millionaire Hot Seat» (рус. Миллионер — Горячее кресло) — австралийское интеллектуальное телешоу, аналог международного популярного формата «Who Wants to Be a Millionaire?», выходит с 20 апреля 2009 в настоящее время на австралийском телеканале «Nine Network». Ведущий шоу — Эдди МакГуайр.

## История
Формат «Hot Seat» появился на свет ещё в 2008 году, а в эфир он вышел впервые 20 апреля 2009 года в настоящее время на австралийском телеканале «Nine Network», название на русском языке значит — «Горячее кресло» или «Горячее сиденье», слухи о сокращенной версии международного популярного формата «Who Wants to Be a Millionaire?» начались распространяться ещё в феврале 2009 года до премьеры в конце апреля после того, как первым обладателем своего первого единственного миллиона стал участник по имени Николас Шеридан, а ведущий шоу — журналист и комментатор Австралийской футбольной лиги Эдди МакГуайр назвал его мошенником в игре, когда канал «Nine Network» снял пилотную версию шоу «Millionaire: Russian Roulette» (Миллионер: Русская рулетка), официальное название объявлено как «Millionaire Hot Seat», но позже было сокращено как «Hot Seat». Шоу с 2009 по 2010 год снимали в телецентре телекомпании «GTV-9» в Мельбурне, Виктории, а позже уже в настоящее время с 2011 года снимают в телецентре телекомпании «Dockland Studios» там же, в Мельбурне.
В конце января 2011 года украинский телеканал «Интер» распространил свои слухи о том, что хочет снять украинский аналог австралийского формата под названием «Миллионер — Горячее кресло», ведущим которого стал лидер, участник и продюсер студии «Квартал 95» Владимир Зеленский, при котором аналог приобрел юмористический оттенок, первым миллионером стала участница Надежда Бельдий, которая выиграла 1 миллион гривен. Шоу выходило на канале с 15 февраля по 13 августа 2011 года, также в некоторые дни выходило сразу после программы «Подробности», 13 августа вышел последний уникальный выпуск, а после него был показан повтор первого выпуска. Над аналогом работали — канал «Интер», студия «Квартал 95», «Creative Solution», Владимир Оселедчик, Григорий Сиротюк и Игорь Шуров (в качестве сценаристов).
За всю историю шоу вышло 13 сезонов и 2251 выпуск за все эти годы с появления в настоящее время.